# Indra Sinha

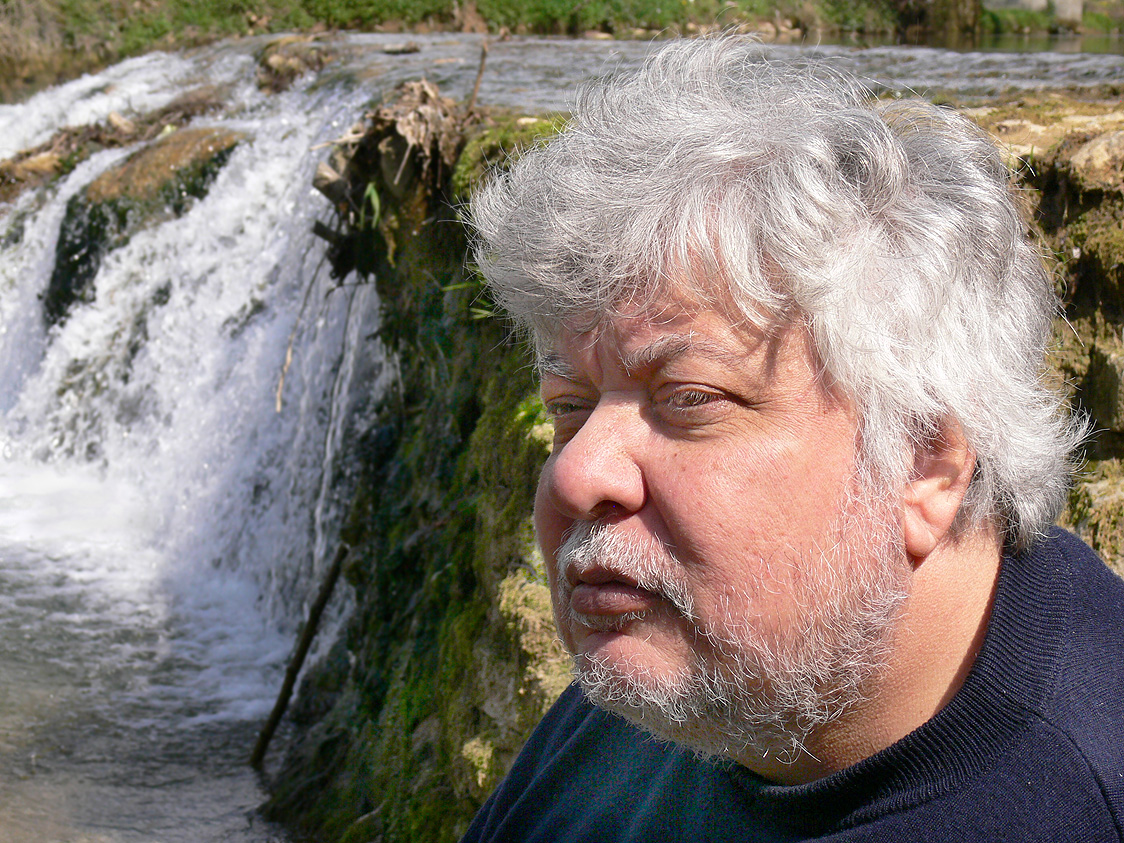
Indra Sinha

Indra Sinha (* 1950 in Colaba, Mumbai, Maharashtra, Indien) ist ein britischer Schriftsteller indischer Herkunft. Bevor er Schriftsteller wurde, arbeitete er als Werbetexter. Sinha ist als einer der besten zehn britischen Texter aller Zeiten gewählt worden. Bekannt wurde er vor allem durch seine kompromisslosen Werbekampagnen für Amnesty International oder das Bhopal Medical Appeal. 1995 kündigte er der Agentur, um sich fortan dem Schreiben von Romanen und Sachbüchern zu widmen.

## Werk
Zu Indra Sinhas Werk gehören, neben seinen Übersetzungen alter Sanskrit-Texte ins Englische, auch ein Bericht über die Generation vor dem Zeitalter des Internets namens The Cybergypsies, sowie zwei Romane, von denen The Death of Mr. Love auf dem Gerichtsprozess des K.M. Nanavati gegen den Staat Maharashtra basiert und Animal's People, welches die Katastrophe von Bhopal behandelt. Animal's People, (dt.: 'Menschentier') wurde 2007 auf die Shortlist des Man Booker Prize gewählt. 2008 gewann Sinha den Commonwealth Writers’ Prize. Menschentier erscheint in Deutschland im Oktober 2011 im Rahmen der von Ilija Trojanow herausgegebenen Reihe Weltlese. Lesereisen ins Unbekannte im Verlag Edition Büchergilde.

## Bibliographie
- The Love Teachings of Kama Sutra:[12] With extracts from Koka Shastra, Ananga Ranga and other famous Indian works on love. Hamlyn, London 1980, ISBN 0-600-34158-5. First North American edition Marlowe & Co., New York 1997, ISBN 1-56924-779-X.
- Tantra: The Search for Ecstasy[13][1] Hamlyn, London 1993, ISBN 0-600-57699-X.
- The Great Book of Tantra: Translations and Images from the Classic Indian Text. Inner Traditions – Bear & Company, Rochester 1993, ISBN 0-89281-487-X. (Hamlyn, London 2000, ISBN 0-600-59998-1)
- The Cybergypsies: a True Tale of Lust, War, and Betrayal on the Electronic Frontier.[5] Viking Press, New York 1999, ISBN 0-670-88630-0. (Simon & Schuster, New York 1999, ISBN 0-684-81929-5)
- The Death of Mr Love.[6] Scribner, New York 2002, ISBN 0-7432-0698-3.
- Animal’s People.[7] Simon & Schuster, New York 2007, ISBN 978-0-7432-5920-0.

Deutschsprachig erscheint:
- Menschentier. Edition Büchergilde, Frankfurt 2011, ISBN 978-3-940111-87-6.

## Über Bhopal
Seit 1993 kämpft Sinha engagiert für die Rechte der Opfer der Chemiekatastrophe von Bhopal. In diesem Jahr kreierte er die erste Kampagne für das Bhopal Medical Appeal, in welcher er ein inzwischen sehr bekanntes Bild des Fotografen Raghu Rai verwandte, das die Beerdigung eines toten Kindes zeigt. Die Einnahmen dieser Kampagne kamen dem Bau einer Klinik zugute, die den Überlebenden der Katastrophe eine kostenfreie Behandlung gewährleistete. Sinha ist ein ausgesprochener Gegner der Dow Chemical Company, welche Besitzerin der Union Carbide ist, und zu welcher eine vernachlässigte, baufällige und unterbesetzte Chemieanlage in der Stadt Bhopal gehörte. Aus dieser Anlage traten in der Nacht des 3. Dezember 1984 400 Tonnen Giftgas aus, das 8.000 Menschen tötete und etwa eine halbe Million erkranken ließ. Seitdem starben 20.000 Menschen an den Folgen des Unfalls, und mehr als 100.000 sind heute chronisch krank. Aus der verlassenen, heruntergekommenen Anlage treten auch heute noch giftige Chemikalien aus, die im Grundwasser versickern und Brunnen nachhaltig verschmutzen.
Neben der Veröffentlichung seines Romans Animal's People (eine fiktive Erzählung über die Nachwirkungen des Chemieunfalls), hat Sinha viele Interviews gegeben und mehrere Artikel zu dem Thema geschrieben, unter anderem im Guardian anlässlich des 25. Jahrestags der Katastrophe, in welchem er Lokalpolitiker verurteilt (insbesondere Babulal Gaur von der BJP) und ihnen vorwirft, 2004 keine Einigung mit dem Obersten Gerichtshof Indiens bezüglich einer angemessenen Wasserpolitik für die Giftopfer getroffen zu haben. Auch die indische Regierung macht er für dieses Versagen verantwortlich.
Als ehemaliger Werbetexter ist Sinha besonders über die Imageaufbesserungsversuche der Dow Chemical Company in Form von Sponsoring von Live Earth Run For Water Events und Veranstaltungen von Blue Planet Run erbost. Dows „Human Element“ Werbekampagne nennt er „glitzernde Lügen“, und er zitiert Paul Phare: “Lügen schön zu erzählen, macht sie nicht wahr.”

## Leben
Sinha ist Sohn eines Offiziers der Indischen Navy und einer englischen Schriftstellerin. Seine Ausbildung begann er am Mayo College in Ajmer, Rajasthan in Indien und setzte sie an der Oakham School, in Rutland und am Pembroke College in Cambridge, England fort, wo er Englische Literatur studierte. Mit seiner Frau lebt er in Sussex und Südfrankreich. Sie haben drei erwachsene Kinder.